# Calvin Bridges
Calvin Blackman Bridges (Schuyler Falls, Nova York, 1889 — Los Angeles, 27 de desembre de 1938) va ser un genetista nord-americà. Un dels col·laboradors més importants de Thomas Hunt Morgan, els seus treballs sobre la Drosòfila van permetre demostrar empíricament que els cromosomes són els portadors dels gens.